# Giải bóng đá hạng nhất quốc gia 2011 (kết quả chi tiết)
Sau đây là kết quả chi tiết Giải bóng đá hạng nhất quốc gia 2011, có tên chính thức là Giải bóng đá hạng Nhất Quốc gia Cúp Tôn Hoa Sen 2011, với 14 câu lạc bộ tham dự

## Vòng 1
|  | v |  |
|  | - |  |
|  |   |  |

|  | v |  |
|  | - |  |
|  |   |  |

|  | v |  |
|  | - |  |
|  |   |  |

|  | v |  |
|  | - |  |
|  |   |  |

|  | v |  |
|  | - |  |
|  |   |  |

|  | v |  |
|  | - |  |
|  |   |  |

|  | v |  |
|  | - |  |
|  |   |  |

## Vòng 2
|  | v |  |
|  | - |  |
|  |   |  |

|  | v |  |
|  | - |  |
|  |   |  |

|  | v |  |
|  | - |  |
|  |   |  |

|  | v |  |
|  | - |  |
|  |   |  |

|  | v |  |
|  | - |  |
|  |   |  |

|  | v |  |
|  | - |  |
|  |   |  |

|  | v |  |
|  | - |  |
|  |   |  |

## Vòng 3
|  | v |  |
|  | - |  |
|  |   |  |

|  | v |  |
|  | - |  |
|  |   |  |

|  | v |  |
|  | - |  |
|  |   |  |

|  | v |  |
|  | - |  |
|  |   |  |

|  | v |  |
|  | - |  |
|  |   |  |

|  | v |  |
|  | - |  |
|  |   |  |

|  | v |  |
|  | - |  |
|  |   |  |

## Vòng 4
|  | v |  |
|  | - |  |
|  |   |  |

|  | v |  |
|  | - |  |
|  |   |  |

|  | v |  |
|  | - |  |
|  |   |  |

|  | v |  |
|  | - |  |
|  |   |  |

|  | v |  |
|  | - |  |
|  |   |  |

|  | v |  |
|  | - |  |
|  |   |  |

|  | v |  |
|  | - |  |
|  |   |  |

## Vòng 5
|  | v |  |
|  | - |  |
|  |   |  |

|  | v |  |
|  | - |  |
|  |   |  |

|  | v |  |
|  | - |  |
|  |   |  |

|  | v |  |
|  | - |  |
|  |   |  |

|  | v |  |
|  | - |  |
|  |   |  |

|  | v |  |
|  | - |  |
|  |   |  |

|  | v |  |
|  | - |  |
|  |   |  |

## Vòng 6
|  | v |  |
|  | - |  |
|  |   |  |

|  | v |  |
|  | - |  |
|  |   |  |

|  | v |  |
|  | - |  |
|  |   |  |

|  | v |  |
|  | - |  |
|  |   |  |

|  | v |  |
|  | - |  |
|  |   |  |

|  | v |  |
|  | - |  |
|  |   |  |

|  | v |  |
|  | - |  |
|  |   |  |

## Vòng 7
|  | v |  |
|  | - |  |
|  |   |  |

|  | v |  |
|  | - |  |
|  |   |  |

|  | v |  |
|  | - |  |
|  |   |  |

|  | v |  |
|  | - |  |
|  |   |  |

|  | v |  |
|  | - |  |
|  |   |  |

|  | v |  |
|  | - |  |
|  |   |  |

|  | v |  |
|  | - |  |
|  |   |  |

## Vòng 8
|  | v |  |
|  | - |  |
|  |   |  |

|  | v |  |
|  | - |  |
|  |   |  |

|  | v |  |
|  | - |  |
|  |   |  |

|  | v |  |
|  | - |  |
|  |   |  |

|  | v |  |
|  | - |  |
|  |   |  |

|  | v |  |
|  | - |  |
|  |   |  |

|  | v |  |
|  | - |  |
|  |   |  |

## Vòng 9
|  | v |  |
|  | - |  |
|  |   |  |

|  | v |  |
|  | - |  |
|  |   |  |

|  | v |  |
|  | - |  |
|  |   |  |

|  | v |  |
|  | - |  |
|  |   |  |

|  | v |  |
|  | - |  |
|  |   |  |

|  | v |  |
|  | - |  |
|  |   |  |

|  | v |  |
|  | - |  |
|  |   |  |

## Vòng 10
|  | v |  |
|  | - |  |
|  |   |  |

|  | v |  |
|  | - |  |
|  |   |  |

|  | v |  |
|  | - |  |
|  |   |  |

|  | v |  |
|  | - |  |
|  |   |  |

|  | v |  |
|  | - |  |
|  |   |  |

|  | v |  |
|  | - |  |
|  |   |  |

|  | v |  |
|  | - |  |
|  |   |  |

## Vòng 11
|  | v |  |
|  | - |  |
|  |   |  |

|  | v |  |
|  | - |  |
|  |   |  |

|  | v |  |
|  | - |  |
|  |   |  |

|  | v |  |
|  | - |  |
|  |   |  |

|  | v |  |
|  | - |  |
|  |   |  |

|  | v |  |
|  | - |  |
|  |   |  |

|  | v |  |
|  | - |  |
|  |   |  |

## Vòng 12
|  | v |  |
|  | - |  |
|  |   |  |

|  | v |  |
|  | - |  |
|  |   |  |

|  | v |  |
|  | - |  |
|  |   |  |

|  | v |  |
|  | - |  |
|  |   |  |

|  | v |  |
|  | - |  |
|  |   |  |

|  | v |  |
|  | - |  |
|  |   |  |

|  | v |  |
|  | - |  |
|  |   |  |

## Vòng 13
|  | v |  |
|  | - |  |
|  |   |  |

|  | v |  |
|  | - |  |
|  |   |  |

|  | v |  |
|  | - |  |
|  |   |  |

|  | v |  |
|  | - |  |
|  |   |  |

|  | v |  |
|  | - |  |
|  |   |  |

|  | v |  |
|  | - |  |
|  |   |  |

|  | v |  |
|  | - |  |
|  |   |  |

## Vòng 14
|  | v |  |
|  | - |  |
|  |   |  |

|  | v |  |
|  | - |  |
|  |   |  |

|  | v |  |
|  | - |  |
|  |   |  |

|  | v |  |
|  | - |  |
|  |   |  |

|  | v |  |
|  | - |  |
|  |   |  |

|  | v |  |
|  | - |  |
|  |   |  |

|  | v |  |
|  | - |  |
|  |   |  |

## Vòng 15
|  | v |  |
|  | - |  |
|  |   |  |

|  | v |  |
|  | - |  |
|  |   |  |

|  | v |  |
|  | - |  |
|  |   |  |

|  | v |  |
|  | - |  |
|  |   |  |

|  | v |  |
|  | - |  |
|  |   |  |

|  | v |  |
|  | - |  |
|  |   |  |

|  | v |  |
|  | - |  |
|  |   |  |

## Vòng 16
|  | v |  |
|  | - |  |
|  |   |  |

|  | v |  |
|  | - |  |
|  |   |  |

|  | v |  |
|  | - |  |
|  |   |  |

|  | v |  |
|  | - |  |
|  |   |  |

|  | v |  |
|  | - |  |
|  |   |  |

|  | v |  |
|  | - |  |
|  |   |  |

|  | v |  |
|  | - |  |
|  |   |  |

## Vòng 17
|  | v |  |
|  | - |  |
|  |   |  |

|  | v |  |
|  | - |  |
|  |   |  |

|  | v |  |
|  | - |  |
|  |   |  |

|  | v |  |
|  | - |  |
|  |   |  |

|  | v |  |
|  | - |  |
|  |   |  |

|  | v |  |
|  | - |  |
|  |   |  |

|  | v |  |
|  | - |  |
|  |   |  |

## Vòng 18
|  | v |  |
|  | - |  |
|  |   |  |

|  | v |  |
|  | - |  |
|  |   |  |

|  | v |  |
|  | - |  |
|  |   |  |

|  | v |  |
|  | - |  |
|  |   |  |

|  | v |  |
|  | - |  |
|  |   |  |

|  | v |  |
|  | - |  |
|  |   |  |

|  | v |  |
|  | - |  |
|  |   |  |

## Vòng 19
|  | v |  |
|  | - |  |
|  |   |  |

|  | v |  |
|  | - |  |
|  |   |  |

|  | v |  |
|  | - |  |
|  |   |  |

|  | v |  |
|  | - |  |
|  |   |  |

|  | v |  |
|  | - |  |
|  |   |  |

|  | v |  |
|  | - |  |
|  |   |  |

|  | v |  |
|  | - |  |
|  |   |  |

## Vòng 20
| TDC Bình Dương           | 2 – 1    | Thành phố Hồ Chí Minh |
| ------------------------ | -------- | --------------------- |
| Nkemi 50' · De Jesus 68' | Chi tiết | Kim Long 65'          |

| Hà Nội                     | 2 – 1    | XSKT Cần Thơ |
| -------------------------- | -------- | ------------ |
| Đức Anh 64' · Văn Mạnh 86' | Chi tiết | Kabanga 82'  |

| An Giang                                               | 4 – 2    | BHTS Quảng Nam                  |
| ------------------------------------------------------ | -------- | ------------------------------- |
| Văn Cường 28', 60' · S. Zelateur 32' · A. Suleiman 75' | Chi tiết | Moses Orhie 80' · Trung Sơn 93' |

| Kienlongbank Kiên Giang            | 2 – 2    | Sài Gòn Xuân Thành    |
| ---------------------------------- | -------- | --------------------- |
| Vũ Dương 16' · F. Tobechukwu 45+1' | Chi tiết | Ibrahim 67' · Nsi 68' |

| Than Quảng Ninh                          | 2 – 0    | Huda Huế |
| ---------------------------------------- | -------- | -------- |
| Thanh Hà 12' (lưới nhà) · Văn Hiếu 90+3' | Chi tiết |          |

| Đồng Nai                   | 2 – 0    | XM Fico Tây Ninh |
| -------------------------- | -------- | ---------------- |
| Sodje 59' · Hữu Phát 90+4' | Chi tiết |                  |

| Mikado Nam Định | 1 – 0    | SQC Bình Định |
| --------------- | -------- | ------------- |
| Hữu Khôi 72'    | Chi tiết |               |

## Vòng 21
| Huda Huế                                              | 3 – 3    | Thành phố Hồ Chí Minh                                  |
| ----------------------------------------------------- | -------- | ------------------------------------------------------ |
| Viết Bính 10', 53' · A. Adewale 41' · Geofrey 39' 89' | Chi tiết | Cokolic 7' · S. Otipe 25' · Thanh Sang 55' · Mi La 74' |

| Sài Gòn Xuân Thành                                                              | 7 – 3    | XSKT Cần Thơ                                 |
| ------------------------------------------------------------------------------- | -------- | -------------------------------------------- |
| K. Alves 27', 31' · Nsi 40', 54' · O. Moses 58' · Anh Thắng 63' · Ngọc Tùng 87' | Chi tiết | Kabanga 47' · D. Oliveira 66' · Iheruome 79' |

| Than Quảng Ninh                  | 2 – 2    | Hà Nội                       |
| -------------------------------- | -------- | ---------------------------- |
| Minh Tuấn 13' · H. Furrier 90+3' | Chi tiết | Văn Mạnh 22' · E. Felice 31' |

| An Giang                                      | 3 – 1    | Đồng Nai       |
| --------------------------------------------- | -------- | -------------- |
| Duy An 10' · A. Suleiman 74' · Hải Đặng 90+2' | Chi tiết | Xuân Thành 46' |

| TDC Bình Dương   | 2 – 2    | Mikado Nam Định              |
| ---------------- | -------- | ---------------------------- |
| Đình Lợi 7', 36' | Chi tiết | Hữu Định 30' · Ikechukwu 77' |

| Kienlongbank KG                | 2 – 1    | XM Fico Tây Ninh |
| ------------------------------ | -------- | ---------------- |
| Hải Anh 3' · F. Tobechukwu 73' | Chi tiết | Hoài Nam 10'     |

| BHTS Quảng Nam                                | 3 – 0    | SQC Bình Định |
| --------------------------------------------- | -------- | ------------- |
| M. Orhie 20' · Đức Nhật 46' · A. Guiherme 61' | Chi tiết |               |

## Vòng 22
| Mikado Nam Định             | 2 – 10   | Than Quảng Ninh                                                                               |
| --------------------------- | -------- | --------------------------------------------------------------------------------------------- |
| Hữu Khôi 88' · Hoa Hùng 90' | Chi tiết | Hải Huy 2' · Belibi 5', 16', 41', 55' · P. Okoro 20', 32', 61' · Văn Hiếu 36' · Huy Cường 49' |

| Đồng Nai       | 1 – 2    | Kienlongbank Kiên Giang          |
| -------------- | -------- | -------------------------------- |
| V. Santana 67' | Chi tiết | F. Tobechukwu 13' · Văn Thái 36' |

| XM Fico Tây Ninh                  | 3 – 1    | Sài Gòn Xuân Thành |
| --------------------------------- | -------- | ------------------ |
| Hoài Nam 9' · Trung Tiến 61', 85' | Chi tiết | Nsi 13'            |

| SQC Bình Định | 0 – 0    | Huda Huế      |
| ------------- | -------- | ------------- |
|               | Chi tiết | Văn Tường 64' |

| BHTS Quảng Nam            | 2 – 1    | TDC Bình Dương |
| ------------------------- | -------- | -------------- |
| Trung Sơn 54' · Bruno 61' | Chi tiết | Đình Lợi 40'   |

| XSKT Cần Thơ            | 2 – 1    | An Giang        |
| ----------------------- | -------- | --------------- |
| Tshamala 21' · Alex 37' | Chi tiết | A. Suleiman 53' |

| Thành phố Hồ Chí Minh | 1 – 0    | Hà Nội |
| --------------------- | -------- | ------ |
| Minh Hải 85'          | Chi tiết |        |

## Vòng 23
| Hà Nội                      | 1 – 1    | Kienlongbank Kiên Giang |
| --------------------------- | -------- | ----------------------- |
| Đức Anh 72' · Đức Thắng 77' | Chi tiết | Bolaji 50'              |

| SQC Bình Định                                         | 4 – 0    | Than Quảng Ninh |
| ----------------------------------------------------- | -------- | --------------- |
| Amaobi 42' · Hoàng Lâm 47' · Đức Thiện 71' · Cruz 74' | Chi tiết |                 |

| XSKT Cần Thơ                | 2 – 3    | Huda Huế                            |
| --------------------------- | -------- | ----------------------------------- |
| Oliveira 15' · Iheruome 60' | Chi tiết | Duy Thanh 50' · A. Adewale 53', 66' |

| XM Fico Tây Ninh | 1 – 1    | BHTS Quảng Nam  |
| ---------------- | -------- | --------------- |
| Muranda 55'      | Chi tiết | A. Guiherme 39' |

| Đồng Nai                                  | 3 – 2    | TDC Bình Dương           |
| ----------------------------------------- | -------- | ------------------------ |
| Hữu Phát 50' · V. Santana 54' · Sodje 87' | Chi tiết | Nkemi 75' · De Jesus 79' |

| Mikado Nam Định                                                   | 3 – 2    | An Giang                                           |
| ----------------------------------------------------------------- | -------- | -------------------------------------------------- |
| Ikechukwu 18' · Hữu Khôi 32' · Viết Tú 90+9' · Viết Tú 73' 90+11' | Chi tiết | S. Zelateur 66' · Minh Châu 80' · Tấn Hùng 23' 73' |

| Thành phố Hồ Chí Minh                         | 3 – 3    | Sài Gòn Xuân Thành                        |
| --------------------------------------------- | -------- | ----------------------------------------- |
| Jackson 1' · Thanh Sang 30' · Phúc Hiệp 90+1' | Chi tiết | Anh Thắng 19' · Ibrahim 40' · Sỹ Mạnh 90' |

## Vòng 24
| BHTS Quảng Nam | 1 – 1    | Thành phố Hồ Chí Minh |
| -------------- | -------- | --------------------- |
| Tiến Thành 58' | Chi tiết | Minh Hải 21'          |

| TDC Bình Dương | 1 – 2    | XSKT Cần Thơ                |
| -------------- | -------- | --------------------------- |
| De Jesus 63'   | Chi tiết | Olivera 55' · Kiếm Linh 90' |

| An Giang                     | 2 – 1    | Hà Nội      |
| ---------------------------- | -------- | ----------- |
| Văn Cường 6' · Trí Thiện 85' | Chi tiết | Cherifu 48' |

| Than Quảng Ninh               | 2 – 3    | Đồng Nai                                  |
| ----------------------------- | -------- | ----------------------------------------- |
| Didier 65' · Philip Okoro 79' | Chi tiết | Xuân Thành 14' · Sodje 50' · Hữu Phát 64' |

| Kienlongbank Kiên Giang                       | 4 – 0    | Mikado Nam Định |
| --------------------------------------------- | -------- | --------------- |
| Hải Anh 53' · Bolaji 55' · Ngọc Quốc 78', 89' | Chi tiết |                 |

| Huda Huế        | 2 – 1    | XM Fico Tây Ninh                   |
| --------------- | -------- | ---------------------------------- |
| Văn Vũ 56', 73' | Chi tiết | Trung Tiến 35' · Rodrigo 81' 90+2' |

| Sài Gòn Xuân Thành | 1 – 2    | SQC Bình Định      |
| ------------------ | -------- | ------------------ |
| Sỹ Mạnh 45'        | Chi tiết | Đức Thiện 65', 80' |

## Vòng 25
| Sài Gòn Xuân Thành                   | 3 – 3    | Đồng Nai                                        |
| ------------------------------------ | -------- | ----------------------------------------------- |
| O. Moses 39' · Juma Ibrahim 57', 66' | Chi tiết | V. Santana 73' · Onome Sodje 75' · Anh Tuấn 85' |

| An Giang                                                       | 2 – 3    | Kienlongbank Kiên Giang                                            |
| -------------------------------------------------------------- | -------- | ------------------------------------------------------------------ |
| Suleiman 6' · Thanh Tiến 32' · Thanh Nam 62' · A. Suleiman 85' | Chi tiết | Văn Thái 8' · Hải Thịnh 26' · Alex 75' (lưới nhà) · Minh Hoàng 62' |

| Huda Huế            | 0 – 1    | Hà Nội        |
| ------------------- | -------- | ------------- |
| Bùi Trần Vũ 51' 57' | Chi tiết | Hữu Phước 21' |

| TDC Bình Dương | 1 – 2    | Than Quảng Ninh          |
| -------------- | -------- | ------------------------ |
| Nkemi 90+1'    | Chi tiết | Belibi 34' · Hải Huy 77' |

| BHTS Quảng Nam                       | 2 – 1    | Mikado Nam Định             |
| ------------------------------------ | -------- | --------------------------- |
| Orhie 46' · Văn Thuận 79' (lưới nhà) | Chi tiết | Ejike 83' · Quang Thành 46' |

| Thành phố Hồ Chí Minh | 1 – 2    | SQC Bình Định                 |
| --------------------- | -------- | ----------------------------- |
| Jackson 58'           | Chi tiết | Đình Long 68' · Đức Thiện 73' |

| XSKT Cần Thơ                                                                                   | 4 – 2    | XM Fico Tây Ninh              |
| ---------------------------------------------------------------------------------------------- | -------- | ----------------------------- |
| Thanh Khiêm 45+1' · Đinh Cường 71' · Phương Tâm 90' · D. Oliveira 90+2' · Nguyên Quang 58' 80' | Chi tiết | Văn Cường 78' · Văn Ngoan 82' |

## Vòng 26
| XM Fico Tây Ninh | 1 – 0    | Thành phố Hồ Chí Minh |
| ---------------- | -------- | --------------------- |
| Văn Hùng 3'      | Chi tiết |                       |

| SQC Bình Định              | 1 – 0    | XSKT Cần Thơ |
| -------------------------- | -------- | ------------ |
| Đức Thiện 12' · Obinna 48' | Chi tiết |              |

| Hà Nội                       | 3 – 4    | Sài Gòn Xuân Thành                                |
| ---------------------------- | -------- | ------------------------------------------------- |
| Cherifou 6', 36' · Juior 81' | Chi tiết | Khánh Thành 15' · O. Moses 67', 85' · Ibrahim 82' |

| Mikado Nam Định                  | 3 – 0    | Huda Huế |
| -------------------------------- | -------- | -------- |
| Hữu Khôi 36', 66' · Hoa Hùng 87' | Chi tiết |          |

| Đồng Nai     | 1 – 1    | BHTS Quảng Nam                                 |
| ------------ | -------- | ---------------------------------------------- |
| Hữu Phát 82' | Chi tiết | Orhie 57' · Thanh Thế 40' 77' · S. Barbosa 87' |

| Kienlongbank Kiên Giang          | 3 – 1    | Bình Dương    |
| -------------------------------- | -------- | ------------- |
| Hải Anh 10', 70' · Anh Thoại 87' | Chi tiết | Trung Tín 82' |

| Than Quảng Ninh                           | 3 – 1    | An Giang                       |
| ----------------------------------------- | -------- | ------------------------------ |
| P. Okoro 33' · Didier 45+1' · Hải Huy 53' | Chi tiết | S. Zelateur 72' · Hoài Hậu 40' |